# Ptygippus
Ptygippus is een geslacht van rechtvleugeligen uit de familie veldsprinkhanen (Acrididae). De wetenschappelijke naam van dit geslacht is voor het eerst geldig gepubliceerd in 1951 door Mishchenko.

## Soorten
Het geslacht Ptygippus  is monotypisch en omvat slechts de volgende soort:
- Ptygippus brachypterus (Mishchenko, 1951)